# Hóa học polymer
Hóa học polymer là phân ngành hóa học quan tâm đến những cấu trúc, tổng hợp hóa học và đặc tính của các polymer, đặc biệt là các polymer tổng hợp như nhựa và cao su tổng hợp. Hóa học polymer liên quan đến lĩnh vực rộng hơn là khoa học polymer, bao gồm cả vật lý polymer và công nghệ polymer.
Theo Liên minh Quốc tế về Hóa học thuần túy và Hóa học ứng dụng, đại phân tử dùng để chỉ những chuỗi phân tử riêng lẻ và là lĩnh cực của hóa học. Polymer được mô tả là một khối tính chất của các vật liệu polymer và thuộc về lĩnh vực của vật lý polymer và là một phân ngành của vật lý.